# Пермский центр развития дизайна
Пермский центр развития дизайна (ПЦРД) — автономное государственное учреждение, создано 2009 году в качестве одного из проектов пермской культурной революции. Возглавил центр Артемий Лебедев, позже художественным руководителем стал Эркен Кагаров. Отношение властей к проекту постоянно менялось. Центр фактически прекратил свое существование в 2014 году и был преобразован в центр инжиниринга. Среди основных задач было использование дизайна для развития городской среды и повышения конкурентоспособности товаров местных производителей.

## Реализованные проекты
- Буква «П». Пермь стала первым городом страны, получившим собственный бренд. В 2009 году Артемий Лебедев предложил использовать в качестве символа Перми красную букву «П» и лозунг «Просто, понятно, повторяемо». Обсуждение идеи превратилось в активную дискуссию в прессе[13][14][15][16].
- «Я ♥ П». В 2010 году центр дизайна совместно с Пермским музеем современного искусства запустил проект «Я ♥ П», направленный на обсуждение идеи ребрендинга Перми[17].

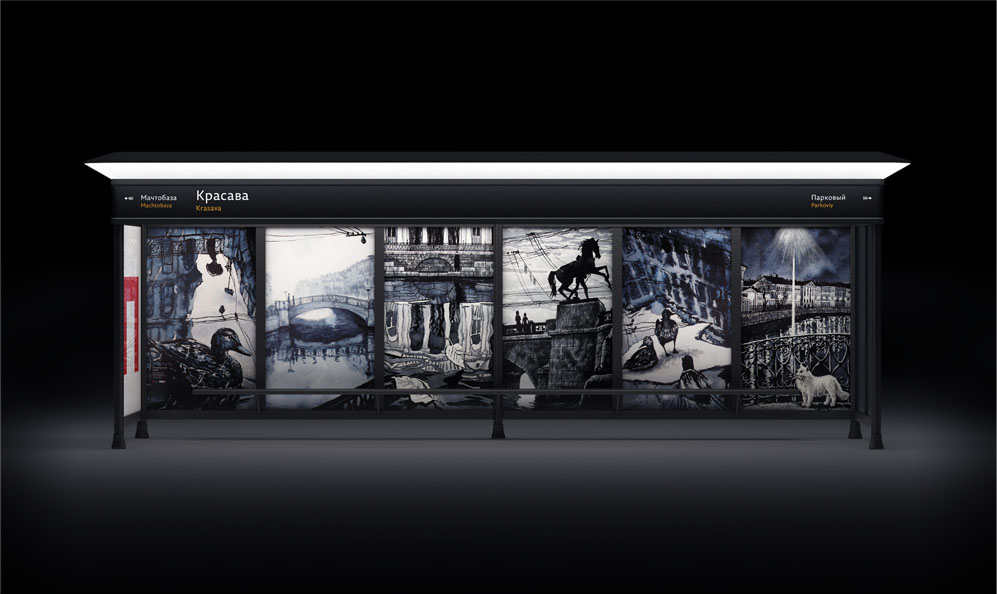
Автобусная остановка. Большой формат.

- Дизайн автобусных остановок. В 2010 году, по заказу ПЦРД, студия Артемия Лебедева разработала дизайны автобусных остановок Перми. Идея заключалась в том, чтобы каждая остановка стала арт-объектом и как правило была авторской, то есть была создана конкретным художником[18][19]. С течением времени остановки подверглись вандализму, были закрашены или демонтированы[20][21]. Городские власти неоднократно обещали привести их в порядок[22].
- Брендбуки городов. В 2012 году ПЦРД и студия «Vitamin Group» разработали брендбук города Соликамска[23][24].
- Символы Перми. В 2012 году центр разработал и представил дизайны сувенирной продукции в которых использовались идеи нового символа города- буквы «П», «Красные человечки» художника Люблинского, «Зеленое яблоко» Жанны Кадыровой и другие темы пермской культурной революции[25].
- Пермская мебель. В 2011 году центр провел конкурс на разработку дизайна пермской мебели. Участникам было предложено разработать дизайн мебели для городского пространства, общественных и образовательных учреждений. В конкурсе приняли участие авторы 159 проектов[26][27].
- «Длинные истории Перми». Проект раскраски заборов[28].
- Новый фирменный стиль Пермского театра оперы и балета от дизайнера Елены Китаевой (2012)[29] .
- Разработка навигация в Пермском краевом перинатальном центре[30].
- Пермский сувенир[31]
- Городские правила по размещению вывесок и рекламы[32]
- Пермский шрифт (Permian Typefaces), для использования в городской навигации автор Илья Рудерман[33],
- Концепция городской двуязычной навигации в виде табличек, указателей, карт. дизайнер Артем Шитов[33].
- Модельные правила (рекомендации) по размещению и мониторингу систем визуальных коммуникаций для Перми[33][34].

## Финансирование
Ежегодное финансирование дизайнерского центра — 50 миллионов рублей в год. Эти деньги предоставлялись на выполнение государственного задания — реализацию различных проектов, в рамках которых дизайнерам ПЦРД или привлеченным центром подрядчикам необходимо было создать привлекательный внешний вид пермских товаров или объектов городской среды.

## Критика
В отличие от профессионального сообщества, жители Перми высказывали критику как самой необходимости финансирования ПЦРД, так и негативное отношение к конкретным проектам